# Inside I'm Dancing
Pour plus de détails, voir Fiche technique et Distribution.
Inside I'm Dancing ou Rory O'Shea Was Here est un film irlandais réalisé par Damien O'Donnell, sorti en 2004.

## Synopsis
Michael Connolly, 24 ans, est atteint d'une infirmité motrice cérébrale et est résident à long terme d'une institution pour personnes handicapées. Sa vie, réglée par un planning strict, vole en éclats quand il rencontre Rory O'Shea, une tête brûlée atteint d'une myopathie de Duchenne.

## Fiche technique
- Titre : Inside I'm Dancing
- Réalisation : Damien O'Donnell
- Scénario : Jeffrey Caine et Christian O'Reilly
- Musique : David Julyan
- Photographie : Peter Robertson
- Montage : Frances Parker
- Production : James Flynn et Juanita Wilson
- Société de production : WT2 Productions, Octagon Films, Studiocanal et Working Title Films
- Pays :  Irlande,  Royaume-Uni et  France
- Genre : comédie dramatique
- Durée : 104 minutes
- Dates de sortie : 
  -  Irlande,  Royaume-Uni : 15 octobre 2004

## Distribution
- Steven Robertson : Michael Connolly
- James McAvoy : Rory O'Shea
- Romola Garai : Siobhan
- Alan King : Tommy
- Brenda Fricker : Eileen
- Ruth McCabe : Annie
- Anna Healy : Alice
- Tom Hickey : Con O'Shea

## Accueil
Le film a reçu un accueil mitigée de la critique. Il obtient un score moyen de 59 % sur Metacritic.